# Карнал
Карнал је град у Индији у држави Харајана. Према незваничним резултатима пописа 2011. у граду је живело 286.974 становника.

## Становништво
Према незваничним резултатима пописа, у граду је 2011. живело 286.974 становника.
| 1991.   | 2001.   | 2011.   |
| ------- | ------- | ------- |
| 173.751 | 207.640 | 286.974 |